# Lymantria semicincta
Lymantria semicincta är en fjärilsart som beskrevs av Walker 1855. Lymantria semicincta ingår i släktet Lymantria och familjen tofsspinnare. Inga underarter finns listade i Catalogue of Life.